# Teyona Anderson
Teyona Anderson, född 1988 i Woodstown i New Jersey, är en amerikansk fotomodell. Hon blev känd år 2009 då hon var med i den tolfte säsongen av America's Next Top Model där hon kom på en förstaplats. Hon har brunt hår och bruna ögon och är 177 cm lång.